# Mexikos Grand Prix 1963
Mexikos Grand Prix 1963 var det nionde av tio lopp ingående i formel 1-VM 1963. Detta var det första F1-loppet som kördes i Mexiko.

## Resultat
1. Jim Clark, Lotus-Climax, 9 poäng
2. Jack Brabham, Brabham-Climax, 6
3. Richie Ginther, BRM, 4
4. Graham Hill, BRM, 3
5. Joakim Bonnier, R R C Walker (Cooper-Climax), 2
6. Dan Gurney, Brabham-Climax, 1
7. Hap Sharp, Reg Parnell (Lotus-BRM)
8. Jim Hall, BRP (Lotus-BRM)
9. Jo Siffert, Siffert Racing Team (Lotus-BRM)
10. Carel Godin de Beaufort, Ecurie Maarsbergen (Porsche)
11. Moisés Solana, Scuderia Centro Sud (BRM) (varv 57, motor)

### Förare som bröt loppet
- Phil Hill, ATS (varv 46, upphängning)
- Lorenzo Bandini, Ferrari (36, tändning)
- Bruce McLaren, Cooper-Climax (30, motor)
- Pedro Rodríguez, Lotus-Climax (26, upphängning)
- Masten Gregory, Reg Parnell (Lola-Climax) (23, upphängning)
- Trevor Taylor, Lotus-Climax (19, motor)
- Giancarlo Baghetti, ATS (12, motor)
- Chris Amon, Reg Parnell (Lotus-BRM) (9, växellåda)
- Tony Maggs, Cooper-Climax (7, motor)

### Förare som diskvalificerades
- John Surtees, Ferrari (varv 19, knuffades igång i depån)

### Förare som ej kvalificerade sig
- Frank Dochnal, Frank Dochnal (Cooper-Climax) (olycka)